# Yun Bing
Dans ce nom chinois, le nom de famille, Yun, précède le nom personnel.
Yun Bing (惲冰), aussi connue sous le nom de Qing Yu (清於), fille de l'artiste Yun Shouping, est une artiste-peintre chinoise active de 1670 à 1710.

## Biographie
Elle peint dans le style de son père, venant d’une famille d’artistes. Ses sujets de prédilection sont notamment les oiseaux et les fleurs, hormis quelques tableaux représentant des personnages.

## Œuvres principales
- Fleurs et insectes, album 1670, Musée national des Arts asiatiques-Guimet[2]